# 齐萨尔平号列车
齐萨尔平号（拉丁語：Cisalpin）是曾运营于法国巴黎至意大利米兰间一班国际列车所使用的名称，由法国国家铁路、瑞士联邦铁路及意大利国家铁路自1969年至2003年间共同开行。“齐萨尔平”在罗曼语中的字面意思为“阿尔卑斯山的这一侧”，即意大利境内的阿尔卑斯地区，泛指波河平原，而米兰正位于这一区域的中心。列车曾先后被纳入全欧快车、城际列车和欧城列车等类别，直至2003年停运。

## 线路
在1984年以前，齐萨尔平的核心运营线路是经由巴黎－马赛铁路从巴黎至第戎，再通过第戎－瓦洛尔布铁路来到法国和瑞士边境的瓦洛尔布。从瓦洛尔布开始，列车沿辛普伦铁路（瓦洛尔布－多莫多索拉）和多莫多索拉－米兰铁路抵达米兰。在运营初期，列车主要停靠以下站点：巴黎里昂車站－第戎－洛桑－布里格－多莫多索拉－米兰中央车站
以下为齐萨尔平号的1971年冬季时刻表：
| TEE22次 | TEE22次 | 停靠站     | TEE23次 | TEE23次 |
| 里程    | 时刻    | 停靠站     | 时刻    | 里程    |
| ------- | ------- | ---------- | ------- | ------- |
| 0       | 15:00   | 米兰       | 22:08   | 822     |
| 125     | 16:15   | 多莫多索拉 | 20:52   | 697     |
| 167     | 16:45   | 布里格     | 19:24   | 655     |
| 313     | 18:13   | 洛桑       | 17:57   | 509     |
| 360     | 18:46   | 瓦洛尔布   | 17:20   | 462     |
| 507     | 20:17   | 第戎       | 15:36   | 315     |
| 822     | 22:44   | 巴黎       | 13:15   | 0       |

随后，列车进一步增加了瓦洛布、锡永和多勒等停站点。
从1984年1月起，列车在巴黎至第戎间不再经由巴黎－马赛铁路运行，而是改为法國高速鐵路東南線运行。

## 历史
齐萨尔平号最早于1961年作为全列一等车厢等级的全欧快车类别开行，它在瑞士境内的车次为TEE39/50次，1963年至1967年间又改为TEE35/36次。其运营最初采用瑞士联邦铁路SBB RAe TEE II型电联车，搭载多电压制式的传动系统，可畅行于西欧各国的铁路系统而无需在边境更换机车。此款电联车在当时会执行一连数日的套跑任务：
- 第一日：哥达号 苏黎世－米兰；齐萨尔平号 米兰－巴黎
- 第二日：齐萨尔平号 巴黎－米兰
- 第三日：提契诺号 米兰－苏黎世－米兰（往返）；哥达号 米兰－苏黎世；
- 第四日：苏黎世机务段（保养维护）

1962年10月5日，在RAe TEE II型电联车投入运营后不久，一列齐萨尔平号在行至蒙巴尔附近遭遇了严重的事故，编号为1053的车组以140公里/小时的速度与一节油罐车发生碰撞并出轨，随后穿过沿线一座废弃的房屋改变方向后撞向防护墙，共造成10名乘客罹难。在漫长的重建过程中，瑞士联邦铁路为了维持服务，将剩余的RAe TEE II型车组取消了原本在运营第四日进行的保养维护工作，这一变化历时将近一年半。
在1970年代，由于RAe TEE II型电联车的固定编组缺乏灵活性，无法与其它车厢重联运营，造成了在高峰时期的运力不足。法国国家铁路及瑞士联邦铁路因而开始在不增加第二班列车的基础上考虑其它的解决方案。自1974年5月26日起，列车改用电力机车牵引的推挽式INOX-TEE型车厢，由法国国家铁路提供。同时，列车的运营线路从米兰延长至威尼斯始发及终到，但仅在夏季时刻表中执行。这一延长部分一直持续执行至1979年夏季。
自1984年1月起，齐萨尔平号被分成两趟独立的列车，彼此间可在洛桑中转，其中巴黎至洛桑区间已经转换为由TGV列车提供的高速服务。往返的高速服务在洛桑可定时接驳IC333/336次列车，这是不采用TGV车体的齐萨尔平号，运营于日内瓦－洛桑－米兰之间。
1987年5月31日，齐萨尔平号被纳入全新设立的欧城列车类别，采用与此前相同的运营模式：其中巴黎至洛桑间的列车使用EC33/36次（由TGV执行），而日内瓦－洛桑－米兰间的列车则使用EC23/26次，两趟列车可在洛桑实现定时接驳。
1993年5月22日，日内瓦至米兰间的齐萨尔平号开始以不命名的城际列车运营，但往返于洛桑与米兰间的服务在洛桑仍然维持定时接驳往返于巴黎的高速列车。在2003年5月17日前，齐萨尔平的名称仍被用于往返于巴黎至洛桑的一班TGV列车服务之中，其具体的车次是EC9268/9269次。

## 使用车辆

### RAe TEE II型电联车

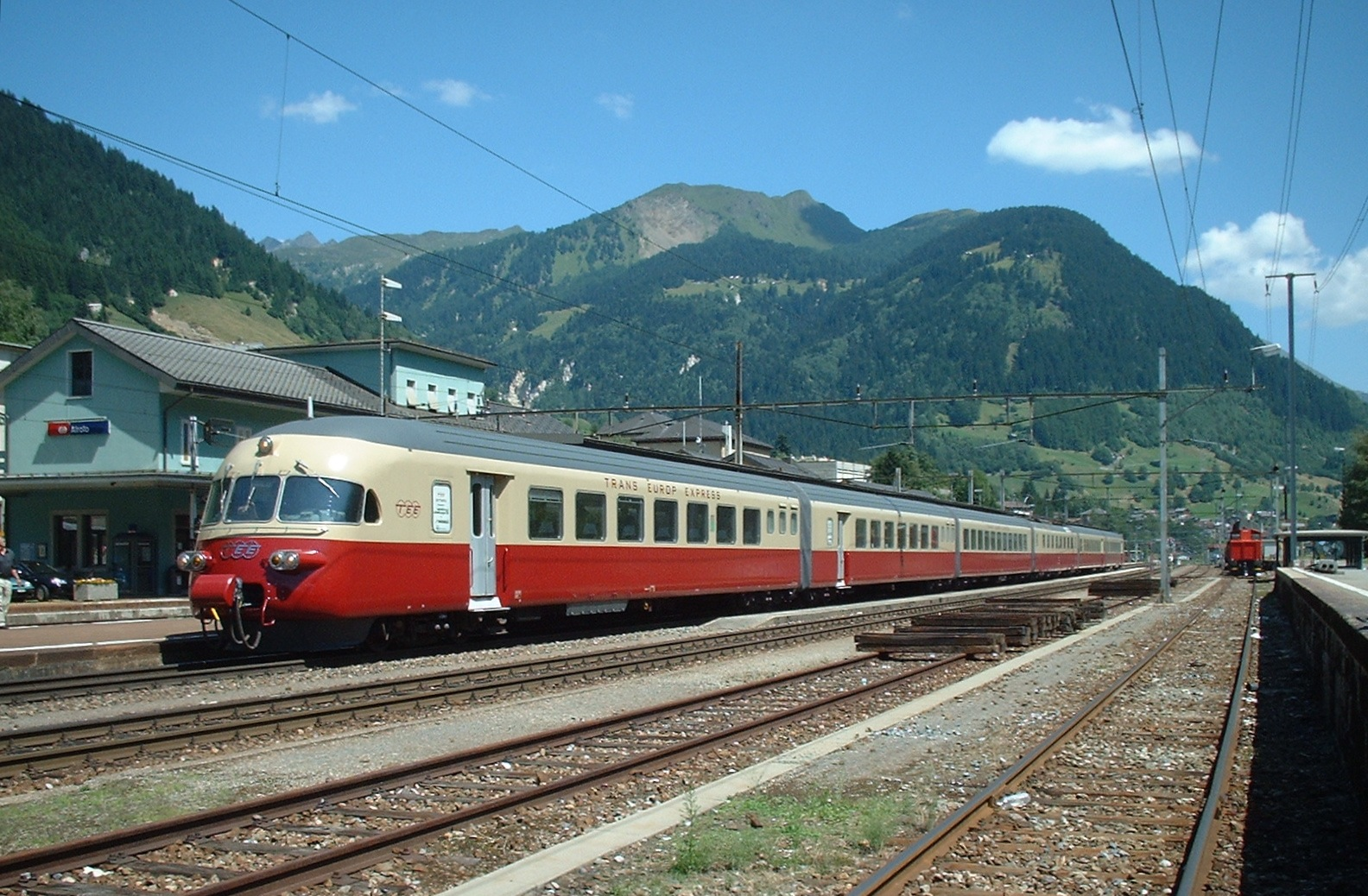
RAe TEE II型电联车

使用时期：1961年7月1日－1974年5月25日
- RAe TEE II型电联车为动车组编制。必要时两列同型号车组可重联运行以使运能翻倍。

| At | Re | WR | A | At |

| 巴黎–米兰 | 巴黎–米兰 | 巴黎–米兰 | 巴黎–米兰 | 巴黎–米兰 |

- 1966年起，列车编组开始增加一节车厢以提高运能。

| At | A | Re | WR | A | At |

| 巴黎–米兰 | 巴黎–米兰 | 巴黎–米兰 | 巴黎–米兰 | 巴黎–米兰 | 巴黎–米兰 |

### INOX-TEE型车厢

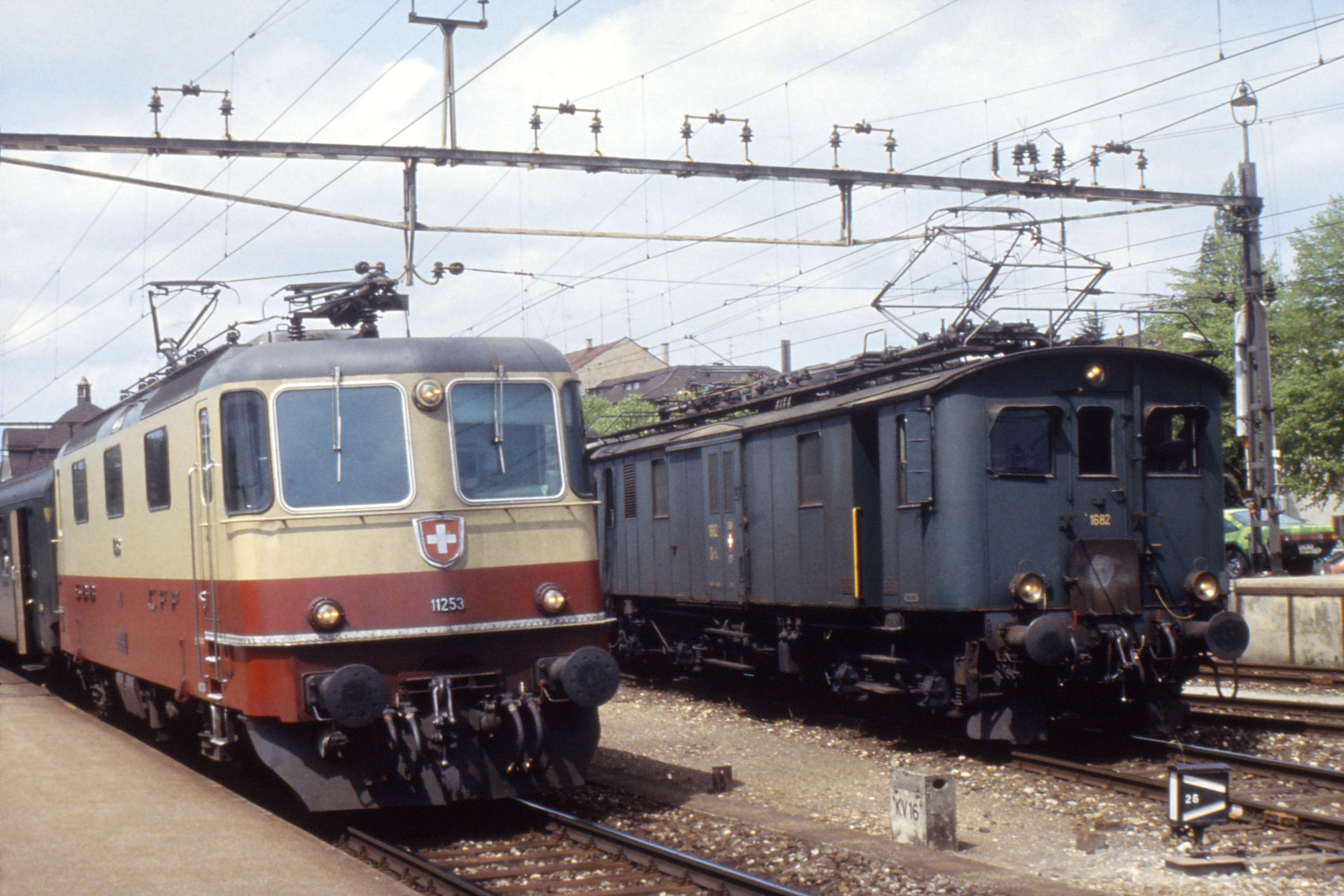
采用全欧快车涂装的Re 4/4 II型电力机车

运用时期：1974年5月26日至1984年1月21日
在交通繁忙时期，编组会额外加挂一节一等座车。在冬季的一些特殊高峰期内，编组最多可达13节车厢。
- 夏季时刻表中，餐车会前往威尼斯，酒吧车则在洛桑解挂：

| A4Dtux SNCF | A8u SNCF | A8u SNCF | A8tu SNCF | Vru SNCF | A8tu SBB | A3rtu SNCF | A8tu SBB | A8u SNCF |

| 巴黎–威尼斯 | 巴黎–威尼斯 | 巴黎–威尼斯 | 巴黎–威尼斯 | 巴黎–威尼斯 | 巴黎–洛桑 | 巴黎–洛桑 | 巴黎–洛桑 | 巴黎–洛桑 |

- 冬季时刻表中，酒吧车会前往米兰，餐车会在洛桑解挂：

| A4Dtux SNCF | A8u SNCF | A8u SNCF | A8tu SNCF | A3rtu SNCF | Vru SNCF | A8tu SBB | A8tu SBB | A8u SNCF |

| 巴黎–米兰 | 巴黎–米兰 | 巴黎–米兰 | 巴黎–米兰 | 巴黎–米兰 | 巴黎–洛桑 | 巴黎–洛桑 | 巴黎–洛桑 | 巴黎–洛桑 |

在1975年至1977年期间，瑞士联邦铁路将Vru型餐车更换为气动悬挂的Y26P型转向架，这些被更换的UIC-Y餐车曾在1967年至1970年期间被运用于卡比托勒号中。然而，其每排4个座位的设置使得舒适性无法达到全欧快车的标准。

#### 牵引机车
列车在所有区间均由电力机车牵引：

齐萨尔平号各运营区间的供电制式
（青）1500V直流电
（红）25kV 50Hz交流电
（橙）15kV 16⅔Hz交流电
（绿）3000V直流电

- CC 21000型电力机车，巴黎至瓦洛尔布区间的本务机（适用于供电制式为1500伏直流电和25千伏工频单相交流电），但也可能会被替换为：
  - CC 6500型电力机车，巴黎至第戎区间的本务机（适用于供电制式为1500伏直流电）
  - BB 25500型电力机车双机，第戎至瓦洛尔布区间的本务机（适用于供电制式为1500伏直流电和25千伏工频单相交流电）
- Re 4/4 II型电力机车（德语：SBB Re 4/4 II）（或Re 6/6型电力机车（德语：SBB Re 6/6）、Re 4/4 IV型电力机车（德语：SBB Re 4/4 IV）），瓦洛尔布至多莫多索拉区间的本务机（适用于供电制式为15千伏16⅔赫兹交流电）
- E 444型电力机车（英语：E 444）（或E 632型电力机车（德语：FS E.632）），多莫多索拉至米兰或威尼斯区间的本务机（适用于供电制式为3000伏直流电）

## 脚註
1. ↑  UIC 1972，第14頁.
2. ↑  Werbeamt der DB 1971，第15頁.
3. ↑  Cook 1974，第465頁.
4. ↑  Cook 1987，第472-473頁.
5. ↑  Cook 1993，第3頁.
6. ↑  Mertens & Malaspina 2007，第220頁.
7. ↑  Cook 2003，第228頁.